# عمار مريشكو
عمار مريشكو ولد في 20 جوان 1942، لاعب كرة قدم تونسي سابقا، لعب ضمن نادي المستقبل الرياضي بالمرسى.

## ترجمته
عرف عمار مريشكو بموهبته وفنياته، وقد شارك في دورات الشبان، وفاز في عام 1959 بكأس تونس للشبان. وانتمى إلى صنف الأكابر عام 1961 ليحرز على لقب أحسن هداف عام 1962 ب18 هدفا خلال 17 مقابلة. وأحرز على مستقبل المرسى على كأس تونس حيث سجل ثلاثة أهداف في النهائي. وانضم إلى الفريق الوطني لكرة القدم، وأحرز معه على البطولة العربية للأمم، وعلى الميدالية الفضية لألعاب الصداقة التي انتظمت بداكار عام 1963، وقد توقف عن اللعب عام 1968.

## ألقاب
- البطولة العربية للأمم عام 1963
- كأس تونس عام 1961
- نهائي كأس تونس خلال عامي 1965 و1966.
- لقب أحسن لاعب شاب في دورة عام 1959.
- الميدالية الفضية في دورة داكار لألعاب الصداقة عام 1963.
- أحسن هداف لعام 1961 ب18 هدفا.

## مساره
ضمن نادي مستقبل المرسى:
- في إطار البطولة: لعب 142 مقابلة، سجل خلالها 63 هدفا
- في إطار الكأس: لعب 32 مقابلة، سجل خلالها 18 هدفا.

ضمن الفريق الوطني:
- لعب 16 مقابلة، سجل خلالها 6 أهداف.

## إشارات مرجعية
1. ↑   https://lapresse.tn/146932/remerciements-et-fark-ammar-merichkou/. {{استشهاد ويب}}: |url= بحاجة لعنوان (مساعدة) والوسيط |title= غير موجود أو فارغ (من ويكي بيانات) (مساعدة)
2. 1 2   https://www.transfermarkt.fr/ammar-merrichkou/profil/spieler/723375. {{استشهاد ويب}}: |url= بحاجة لعنوان (مساعدة) والوسيط |title= غير موجود أو فارغ (من ويكي بيانات) (مساعدة)